# Пам'ятник Тарасові Шевченку (Сокільники, Львівський район)
Па́м'ятник Тара́сові Шевче́нку в Сокільниках встановлений на вулиці Данила Галицького в центрі села. Пам'ятник відкрито 24 серпня 1996 року. Усі роботи щодо спорудження завершено 1996 року. Пам'ятка монументального мистецтва Пустомитівського району № 1656 (розпорядження ЛОР № 236 від 11 березня 2001 року).

## Історія
Будівництво пам'ятника Тарасові Шевченку в с. Сокільники планувалося давно. Ще у 1990 році на місці, де громада села замислила спорудити пам'ятник Т. Шевченку було встановлено пам'ятний знак, а на 2-й сесії 1-го демократичного скликання було прийнято рішення про будівництво пам'ятника.
Авторами проєкту пам'ятника Т. Шевченку були скульптори Мирон Амбіцький, Богдан Фреїв, О. Католик, Б. Мисько. Архітектори: Володимир Бліщук та Юліан Квасниця.
Матеріал для виготовлення пам'ятника — біла мармурова крихта, привезена з села Демня, що на Стрийщині.
Пам'ятник складається з трьох частин: нижня стела символізує розгорнутий «Кобзар», на середній факсимільний автограф Т. Шевченка, верхня — погруддя Т. Шевченка у молодому віці. Голова поета у глибокому задумі оперлась на зігнуту у лікті руку. На постаменті викарбувані слова з поеми Кобзаря «Неофіти»: «Молітесь богові одному, Молітесь правді на землі, А більше на землі нікому Не поклонітесь…».
Урочисте відкриття та освячення пам'ятника відбулося 24 серпня 1996 року. Чин освячення пам'ятника та урочисту літургію провели представники української греко-католицької та української православної церков — отці Ростислав та Іван. Також відбулося віче, на якому виступили народний депутат України Михайло Косів, вчителька української мови Сокільницької ЗОШ Г. Касьян, відомий краєзнавець Юхим Головатий, а також кращі художні колективи району, духовий оркестр, хор «Гомін».